# Коэффициент диффузии
Коэффицие́нт диффу́зии — количественная характеристика скорости диффузии, равная количеству вещества (в массовых единицах), проходящего в единицу времени через участок единичной площади (например, 1 м2) в результате теплового движения молекул при градиенте концентрации, равном единице (соответствующем изменению 1 моль/л → 0 моль/л на единицу длины). Коэффициент диффузии определяется свойствами среды и типом диффундирующих частиц. Обозначается буквой {\displaystyle D}, в SI измеряется в м2/c.  

## Определяющая формула
Коэффициент диффузии фигурирует в выражении первого закона Фика, связывающего градиент концентрации вещества [моль/м3/м] и диффузионный поток [моль/м2/c]. В одномерной системе связь выглядит как
{\displaystyle J=-D{\frac {dC}{dx}}},
Знак «-» в этом выражении указывает направление потока от больших концентраций к меньшим.

## Особенности разных сред

### В твердых телах
Зависимость коэффициента диффузии от температуры в твердых телах выражается законом Аррениуса:
{\displaystyle D=D_{0}\exp \left(-{\frac {E_{a}}{RT}}\right),}
где {\displaystyle D} — коэффициент диффузии [м2/с]; {\displaystyle E_{a}} — энергия активации для диффузии [Дж/моль]; {\displaystyle R} — универсальная газовая постоянная [Дж/(моль⋅K)]; {\displaystyle T} — температура [K].

### В жидкостях
Приближенная зависимость коэффициента диффузии от температуры в жидкостях при отсутствии турбулентности можно найти с помощью уравнения Стокса-Эйнштейна, по формуле:
{\displaystyle {\frac {D_{T_{1}}}{D_{T_{2}}}}={\frac {T_{1}}{T_{2}}}{\frac {\mu _{T_{2}}}{\mu _{T_{1}}}},}
где
{\displaystyle D} — коэффициент диффузии,
{\displaystyle T_{1}} и {\displaystyle T_{2}} — абсолютные температуры,
{\displaystyle \mu } — динамическая вязкость растворителя.

### В газах
Зависимость коэффициента диффузии от температуры для газов при отсутствии турбулентности может быть выражена с помощью теории Чепмена-Энскога (с точностью в среднем около 8%) по формуле:
{\displaystyle D={\frac {A\cdot T^{3/2}{\sqrt {1/M_{1}+1/M_{2}}}}{p\sigma _{12}^{2}\Omega }},}
где
{\displaystyle D} — коэффициент диффузии (см2/с),
{\displaystyle A} — эмпирический коэффициент, равный {\displaystyle 1{,}859\times 10^{-3}} атм{\displaystyle \cdot }Å2{\displaystyle \cdot }см2{\displaystyle \cdot {\sqrt {{\text{г}}/{\text{моль}}}}\cdot }К-3/2/с.
1 и 2 — индексы двух видов молекул, присутствующих в газовой смеси,
{\displaystyle T} — абсолютная температура (K),
{\displaystyle M} — молярная масса молекул, входящих в состав газовой смеси (г/моль),
{\displaystyle p} — давление (атм),
{\displaystyle \sigma _{12}={\frac {1}{2}}(\sigma _{1}+\sigma _{2})} эффективный диаметр столкновения, Å (значения заданы в форме таблицы в ),
{\displaystyle \Omega } — безразмерное значение интеграла столкновений как функция температуры (значения заданы в форме таблицы в , но, как правило, порядка 1).

## Характерные величины D
Значения коэффициента диффузии специфичны для каждой пары материалов, то есть для диффузии такого-то вещества в среде из такого-то. 
По порядку величины, {\displaystyle D} для диффузии молекул газов в газовой же среде составляет 10-5 м2/с, в воде — где-то 10-9 м2/с, а в твёрдых телах — 10-13 м2/с и менее.